# Wingy Manone
Joseph Matthews Manone dit Wingy Manone, né le 13 février 1900 à La Nouvelle-Orléans et mort le 9 juillet 1982 dans la vallée de Las Vegas, est un trompettiste de jazz, compositeur, chanteur et chef de brass band américain. Ses enregistrements comprennent Tar Paper Stomp (en), Nickel in the Slot, Downright Disgusted Blues, There'll Come a Time (Wait and See), et Tailgate Ramble.

## Biographie
Manone est né à la Nouvelle-Orléans, en Louisiane. Il perd son bras droit dans un accident de tramway, ce qui lui vaut son surnom Wingy (de l'anglais wing, « aile »). Il utilise une prothèse d'une façon naturelle et imperceptible si bien que le public ne se rend pas compte de son handicap.
Après avoir travaillé comme cornettiste et trompettiste avec plusieurs groupes de sa ville natale, il commence dans les années 1920 à parcourir l'Amérique, et joue entre autres à Chicago, New York, Texas, Mobile, en Californie et à Saint-Louis ; pendant plusieurs décennies, il voyagera un peu partout aux États-Unis et au Canada.
Le style de Wingy Manone est semblable à celui de son compagnon de la Nouvelle-Orléans, le trompettiste Louis Prima : un hot jazz guidé par la trompette et ponctué de paroles au phrasé crépitant et au timbre éraillé. Manone est un musicien apprécié à qui on fait souvent appel pour des séances d'enregistrement, on l'entend ainsi sur quelques premiers enregistrements de Benny Goodman ; il collabore aussi avec divers groupes de circonstances aux noms éphémères comme The Cellar Boys ou Barbecue Joe and His Hot Dogs. Parmi ses enregistrements les plus connus figurent Tar Paper Stomp de 1929, plus tard utilisé par Glenn Miller pour l'arrangement de In the Mood en 1939, et une version hot jazz d'une douce ballade de l'époque, The Isle of Capri (en), enregistrée en 1934.

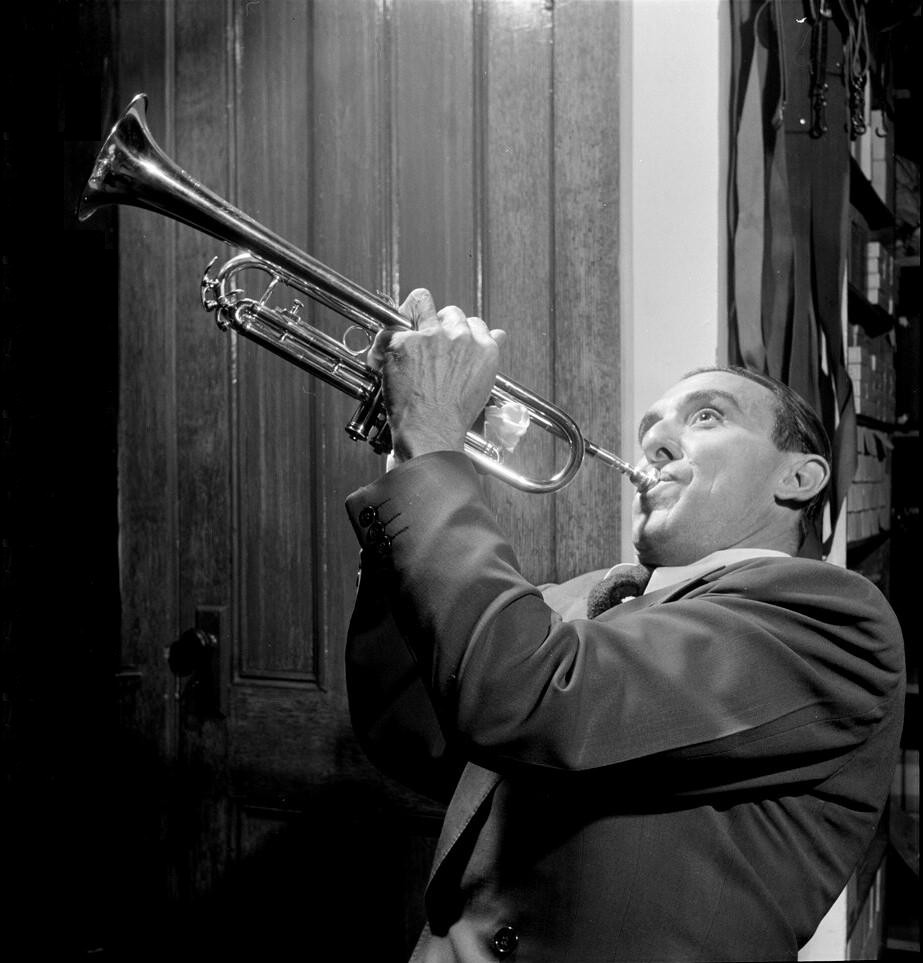
Wingy Manone dans les bureaux de William P. Gottlieb à New York, vers 1946 - 1948.

L'orchestre de Manone, à l'instar d'autres groupes, enregistre fréquemment différentes versions pendant la même séance d'enregistrement ; celles avec Manone au chant sont destinées aux marchés américain, canadien et britannique, les versions instrumentales sont destinées à l'international et aux pays non anglophones. Ainsi, beaucoup de ses hits existent sous différentes formes. Ceux qui connaissent le plus de succès sont There'll Come a Time (Wait and See) (1934, aussi connu sous le titre San Antonio Stomp), Send Me (1936), et The Broken Record (1936). Son orchestre se produit régulièrement à la radio et apparaît avec Bing Crosby dans le film Rhythm on the River.
En 1943, il enregistre plusieurs morceaux sous le nom de Wingy Manone and His Cats ; la même année, il joue dans des petits films musicaux, des soundies, dont l'un reprend Rhythm on the River.
Son autobiographie, Trumpet on the Wing, est publiée en 1948.
À partir des années 1950, il est principalement en Californie et dans la vallée de Las Vegas, bien qu'il effectue également des tournées à travers les États-Unis, le Canada et en Europe pour des festivals de jazz. En 1957, il tente de percer sur le marché du Rock 'n' roll avec une version d'un succès de Buddy Knox, Party Doll. Son enregistrement chez Decca Records est 56e au hit-parade du magazine Billboard et sera diffusé au Royaume-Uni par Brunswick Records.